# 애니고고학
애니고고학(ANI考古學)은 국내 첫 애니메이션 인문지식 연구물로, 《뉴타입 한국판》 2012년 1월호부터 2015년 6월호까지 연재했다. 이후 전자책(전 42권)으로도 출간되었다.

## 제목에 대하여
애니고고학은 '애니메이션'과 '고고학'이 조합된 말이다. 땅 속 유물을 캐는 고고학자처럼 애니메이션에 관한 이야기들을 하나하나 집요하고 세심하게 발굴해 간다는 취지로 이름을 지었다고 한다.

## 내용
세계 애니메이션의 역사 속에서 다양한 인문학적 지식을 배우자는 취지로, 애니메이션 연구가 황의웅이 《뉴타입 한국판》 2012년 1월호부터 2015년 6월호(뉴타입 폐간)까지 연재했다. 국내 첫 애니메이션 인문 지식 교양 연구 시리즈로, 전자책 전42권(돌도래 刊)으로 출간되었다.
"세계 애니메이션 역사 속에는 알려지지 않은, 비밀스럽고 놀라운 이야기들이 수없이 묻혀있다. 그것들은 단순한 애니메이션 제작 이야기부터 사회, 문화, 경제, 과학 등 인간의 역사 전반과 긴밀히 얽혀있다. 《애니고고학》은 유물을 캐는 고고학자처럼 그 이야기들을 하나하나 끄집어내 독자들에게 들려줌으로써, 애니메이션에 대한 관심을 조금이나마 이끌어내고자 한다. 이는 애니메이션의 저변을 넓히는 동시에, 팬들에게는 작품의 재미 이상으로 지적충족을 줄 것이다"
- 《애니고고학》 전자책 서문 발췌 -

## 필자에 대하여
필자인 황의웅은 현재 출판과 영상 분야에서 작가와 연구가로 활동 중이다. 애니메이션·만화 관련 저서에 《미야자키 하야오의 세계》, 《아니메를 이끄는 사무라이》, 《주먹대장은 살아있다》, 《1982, 코난과 만나다》, 《토토로, 키키, 치히로 그리고 포뇨를 읽다》 등이 있다. 번역서에는 미야자키 하야오의 《출발점》과 《반환점》 등이 있다.

## 'GOGO박사'에 대하여
애니메이션과 관련된 귀중한 자료들을 열심히 수집하고 있다는 애니고고학의 마스코트

## 전자책 리스트 (전 42권)
- 제1권 《'진격의 거인'으로 보는 아니메 거인론》
- 제2권 《신동헌의 홍길동에서 신동우를 찾다》
- 제3권 《'신비한 바다의 나디아' 탄생의 비밀》
- 제4권 《서극의 별난 과오극복 프로젝트 '소천'》
- 제5권 《애니메이션을 기획한 CIA 첩보원》
- 제6권 《이탈리아에 내린 피노키오의 저주》
- 제7권 《서정화, 지브리 그림체의 출발점》
- 제8권 《나치독일의 기술로 색깔 입은 소련의 망아지》
- 제9권 《피카소가 감탄한 수묵 올챙이들》
- 제10권 《'백설공주와 일곱 난쟁이'의 재발견》
- 제11권 《톱크래프트, 전설이 된 스튜디오》
- 제12권 《30년 만에 완성한 불굴의 '왕과 새'》
- 제13권 《미키마우스의 또 다른 생부》
- 제14권 《한국영화 최초의 스핀오프 '호피와 차돌바위'》
- 제15권 《2.1평 쪽방에서 태어난 중국의 가통》
- 제16권 《모리 신이 작화감독을 부여했다》
- 제17권 《애니메이션 태동기의 여성 작가들》
- 제18권 《현존하지 않는 세계 최초 애니메이션 3관왕》
- 제19권 《아니메를 잉태시킨 모모타로》
- 제20권 《모션캡처를 예견한 100년 전의 기계》
- 제21권 《일본 제과업계의 운명을 가른 아톰 스티커》
- 제22권 《발리우드 애니메이션을 선구한 람 모한》
- 제23권 《민족 수난 속에 성장한 체코의 인형 애니메이션》
- 제24권 《레이 해리하우젠, 몬스터를 사랑한 크리에이터》
- 제25권 《리미티드 애니메이션의 절대 교본 'BIRTH'》
- 제26권 《입체영상의 역사와 '스타체이서'》
- 제27권 《홍보 애니메이션의 이상 '초원의 아들 텡그리'》
- 제28권 《유대인 박해 속에 싹튼 중동의 애니메이션》
- 제29권 《아시아 애니메이션의 여명을 보다》
- 제30권 《빠삐는 왜 우주의 왕자여야 했나》
- 제31권 《애니메이션 대량생산의 시작 '히저 라이어 대령'》
- 제32권 《마사오카 겐조, 일본 애니메이션의 아버지》
- 제33권 《한국 순정 애니메이션의 작은 역사》
- 제34권 《해외에서 부활한 러시아 국민 캐릭터》
- 제35권 《3D CG 애니메이션은 픽사 전부터 몸부림쳤다》
- 제36권 《지브리 페미니즘을 완성시킨 동화의 시인》
- 제37권 《해적판 애니메이션 비디오는 문화해방구였다》
- 제38권 《쥘 베른을 동경한 필름 판타지의 왕》
- 제39권 《한국 애니메이션이 배양된 국립영화제작소》
- 제40권 《거품경제 덕에 아니메는 붐했다》
- 제41권 《비틀스를 위기에서 건진 노란 잠수함》
- 제42권 《'로보트 태권 V'는 소리로 기억된다》